# Yndżera

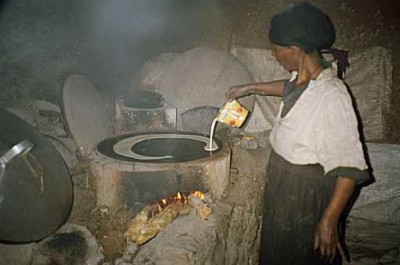
Jak się piecze yndżerę w Etiopii w tradycyjnym piecu (mytad).

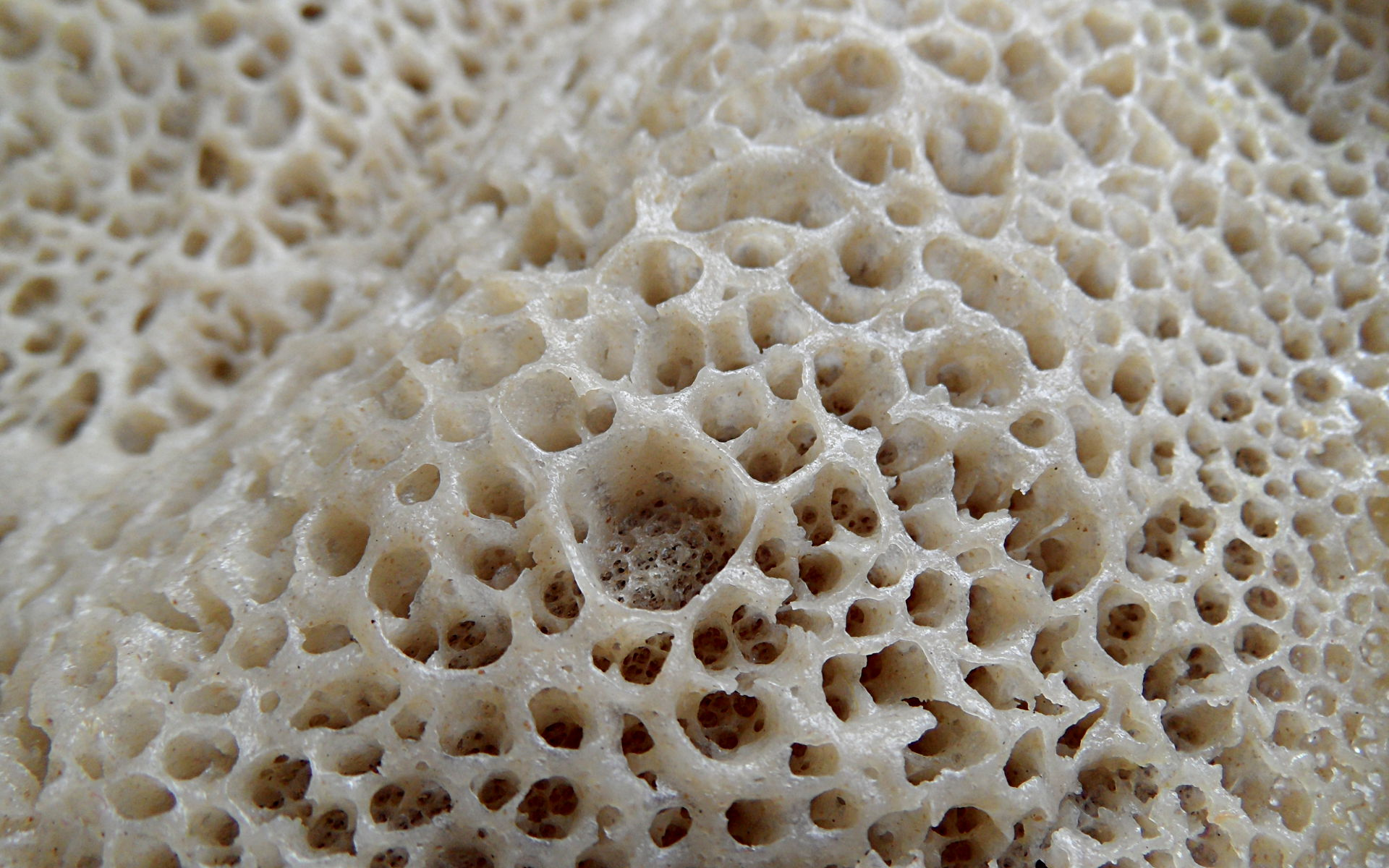
Yndżera - lekko gąbczasta faktura ciasta po wypieku.

Yndżera, indżera – rodzaj płaskiego pieczywa na zakwasie chlebowym, narodowego dania w Etiopii i Erytrei. Yndżera ma formę wilgotnych, cienkich naleśników, z jednej strony gładkich a z drugiej porowatych, o lekko gąbczastej teksturze, zwykle o średnicy do 50 cm. 
Wypieka się ją z mąki miłki abisyńskej (teff), zboża będącego podstawową rośliną uprawną w Etiopii. Podobny wariant pieczywa jest spożywany w Somalii i Dżibuti (gdzie jest nazywane canjeelo lub lahuh), podobnie jak w Jemenie (gdzie jest znane jako lahuh) oraz w Sudanie (gdzie jest znane jako kisra).
Yndżera powstaje z wypieku mąki zmieszanej z wodą, którą odstawia się najpierw na parę dni aby sfermentowała. Dlatego właśnie ciasto ma lekko kwaskowaty smak. Ciasto wylewa się później na blachę lub na płytę z czarnej gliny umieszczoną nad paleniskiem (mytad) albo umieszcza na specjalnym piekarniku elektrycznym.

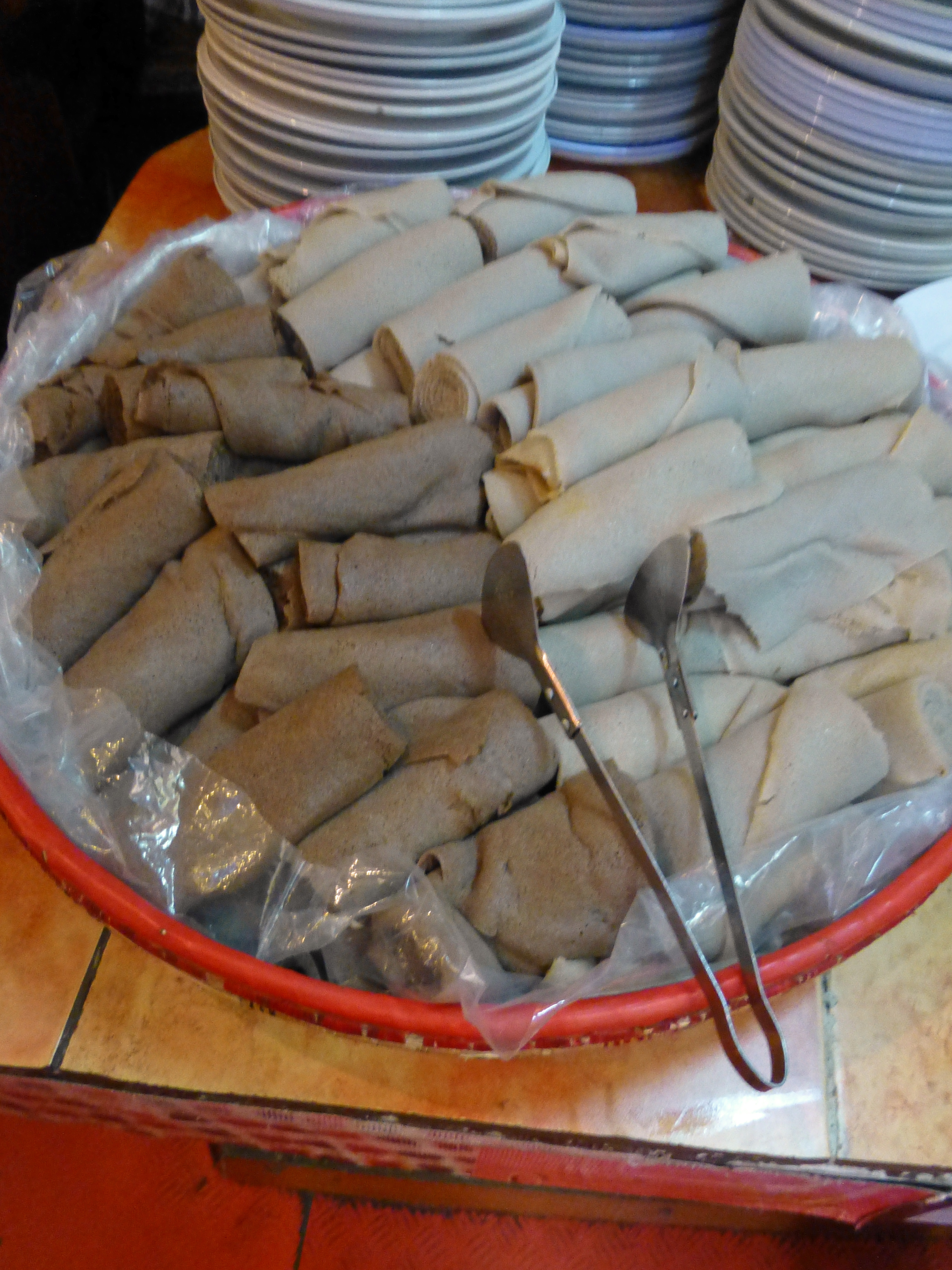
Yndżera – upieczone, zrolowane i pokrojone naleśniki, gotowe do podania jako pieczywo i zarazem jako „widelce”.

Yndżerę podaje się o każdej porze dnia, jest podstawą śniadania, obiadu i kolacji. Je się ją z różnego rodzaju sosami. Mogą być jarskie (w Etiopii częste są posty) z dodatkiem kawałków mięsa lub jajek. Yndżerę spożywa się na zimno z różnymi gulaszami i sałatkami, w ten sposób, że odrywa się małe kawałki ze zrolowanego i pokrojonego pieczywa, posługując się wyłącznie prawą ręką i nabiera nimi potrawy do zjedzenia.

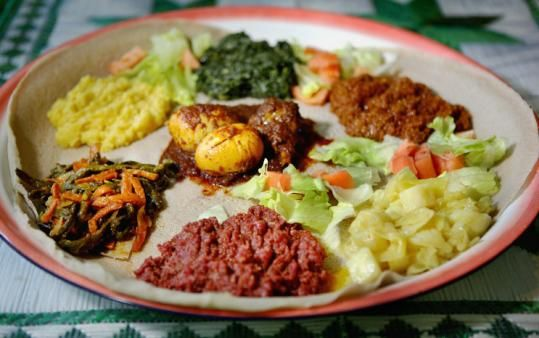
Yndżera – sposób serwowania posiłku na talerzu wyścielonym naleśnikiem.

Yndżera jest również wykorzystywana jako wyścielenie dużego wspólnego talerza – tradycyjnie słomiany półmisek przypominającym kosz – na które są nakładane mięsne farsze i sałatki. Pieczywo nasiąka aromatami i sosami leżących na nim dań i jest na koniec również konsumowane. Dlatego yndżera to jednocześnie pokarm, przyrząd do jedzenia i naczynie. Kiedy cały „obrus” z yndżery znika z talerza, posiłek jest skończony.